# Komitas Vardapet
Soghomon Gevorgi Soghomonian (en armenio: Սողոմոն Գևորգի Սողոմոնյան; Kütahya, Imperio otomano —actual Turquía—; 26 de septiembre en 1869-París, Francia; 22 de octubre de 1935), más conocido como Komitas (Կոմիտաս), fue un sacerdote (vardapet), compositor, líder de coro, cantante, etnólogo musical, pedagogo musical y musicólogo armenio. Muchos lo consideran el fundador de la música clásica armenia moderna.
Especialmente célebre por haber viajado extensamente por toda la Armenia histórica, escuchando y grabando los detalles de las canciones populares y danzas armenias en varios pueblos y aldeas, recopiló y publicó unas 3000 canciones, muchas de ellas adaptadas para canto coral. Komitas perdió la razón después de presenciar el Genocidio Armenio de 1915 y se encuentra entre los mártires del Genocidio Armenio.

## Biografía

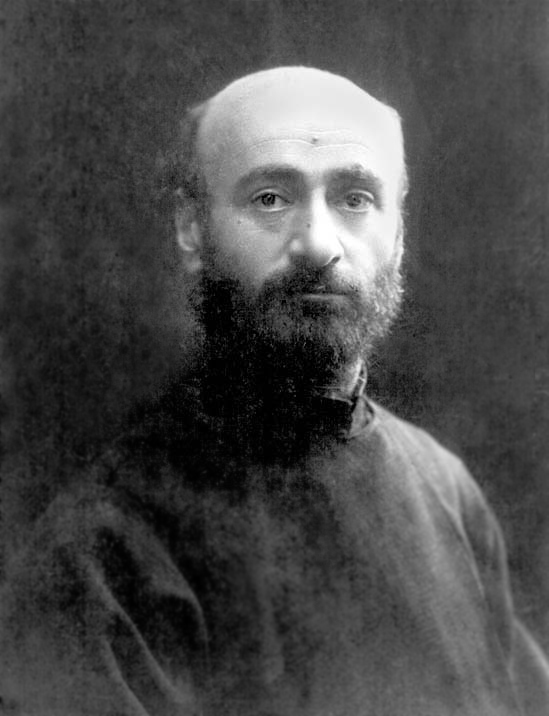
«¿Qué música en la tierra es sin mezcla y pura? Sólo la de los animales, que vocalizan siempre los mismos sonidos y con la misma entonación, porque no tienen el don del préstamo»

### Juventud
Soghomon (Gevorki) Soghomonyan nació en 1869 en una familia cuyos miembros estaban profundamente implicados en la música. Su madre murió cuando él tenía solo un año de edad, y su padre murió diez años después. Su abuela cuidó de él hasta 1881, cuando un prelado de la diócesis armenia local fue a Echmiadzin para ser consagrado obispo. El Katolicos Gevork IV le ordenó traer a un niño huérfano para que fuera educado en el Seminario Echmiadzin. Soghomon fue elegido entre 20 candidatos y admitido en el seminario (donde impresionó al Katolicos con su talento para el canto) y se graduó en 1893, después de lo cual se convirtió en monje. De acuerdo a la tradición de la iglesia, los sacerdotes recién ordenados se dan nuevos nombres, y pasó a llamarse Soghomon Komitas (nombre de un Katolicos de Armenia del siglo séptimo, que fue también escritor de himnos). Dos años más tarde se convirtió en sacerdote y obtuvo el título Vardapet (o Vartabed), es decir, un sacerdote o un estudioso de la iglesia.

### Madurez
Fundó y dirigió el coro del monasterio hasta 1896, cuando fue a Berlín, donde se inscribió en la Universidad del Kaiser Friedrich Wilhelmin y estudió música en el conservatorio privado del Prof. Richard Schmidt. En 1899 adquirió el título de doctor en musicología y regresó a Echmiadzin, donde se hizo cargo de la realización de un coro polifónico masculino. Viajó extensamente por todo el país, escuchando y grabando los detalles de las canciones populares y danzas armenias en varios pueblos y aldeas. De esta forma recopiló y publicó unas 3000 canciones, muchas de ellas adaptadas para canto coral.
Su obra principal es Badarak (Divina Liturgia), todavía se utiliza hoy en día como uno de los dos escenarios musicales más populares de la liturgia o misa de la Iglesia Armenia, que comenzó a componer en 1892, pero nunca terminó completamente, debido al comienzo de la Primera Guerra Mundial. Para la base de su trabajo tomó cantos cantados por los mayores sacerdotes y los actualizó con actualizado con típicos ("limpios" de las influencias extranjeras)elementos de la música armenia del material que había recogido. Se debe entender que el Badarak Komitas no era una composición original en sí, sino más bien un arreglo de las melodías ya existentes usadas por parte de los sacerdotes armenios para el canto de la misa. Ciertamente, las letras no son originales, sino el texto de la misa armenia que se ha utilizado durante siglos. La música de misa armenia era tradicionalmente monofónica, pero Markar Yekmalian, Komitas, y varios otros compositores en los siglos XIX y XX arreglaron versiones polifónicas de las melodías ya existentes. Algunos compositores (pero no Komitas o Yekmalian), crearon piezas musicales para liturgia completamente originales.
Fue el primer no europeo en ser admitido en la Sociedad Internacional de Música, de la que fue cofundador. Dio numerosas conferencias y actuaciones en toda Europa, Turquía y Egipto, presentando por tanto música armenia hasta entonces poco conocida.
Desde 1910 vivió y trabajó en Estambul. Allí estableció el coro de 300 miembros "Gusan".

### Genocidio Armenio y muerte
El 24 de abril de 1915, día que se considera el comienzo del Genocidio Armenio, fue arrestado y puesto en un tren al día siguiente, junto con 180 notables armenios, siendo enviado a la ciudad de Çankırı en el norte de Anatolia Central, a unos 300 km de la capital otomana, Estambul. Su buen amigo, el poeta nacionalista turco Mehmet Emin Yurdakul, la autora turca Halide Edib, y el embajador de EE. UU. Henry Morgenthau,intercedieron con el gobierno y, por pedidos especiales a Talat Pasha, Komitas fue enviado de regreso a la capital junto a otros ocho armenios que habían sido deportados. Fuentes armenias niegan rumores de esquizofrenia o enfermedades venéreas anteriores y estrés de los que nunca se recuperó después de aquella experiencia de 15 días. En el otoño de 1916, fue llevado a un hospital militar turco y después se trasladó a París en 1919 donde murió en el hospital psiquiátrico Villejuif en 1935. Al año siguiente sus cenizas fueron llevadas a Ereván y enterradas en el Panteón.

## Musicología

### Canciones populares y canciones litúrgicas
Komitas Vardapet entendía que todo aquello que afectaba los sentimientos y la mente de una nación podía constituir los materiales de una música nacional. Dividió la música armenia en dos categorías, la litúrgica y la secular o, más concretamente, folclórica.
La música folclórica fue dividida en canciones infantiles (de forma más simple), canciones para danzas (llamadas “yayli”, más elaboradas que las anteriores), canciones épicas (dedicadas a la admiración de un héroe), canciones funerales (dedicadas a la memoria de las víctimas de accidentes y desastres), canciones de boda (cantadas tras la ceremonia matrimonial) y canciones de naturaleza (las más llenas de color e interesantes).
Komitas entendía que las canciones populares y las litúrgicas no se habían desarrollado en la misma medida. Las primeras habían sido reprimidas, prohibidas y restringidas, debido a circunstancias políticas externas, sin perder su profundidad y fuerza expresiva; mientras que las segundas habían florecido, crecido y prosperado bajo la inviolable protección de la iglesia.

### Música campesina armenia
Komitas definió el problema de la música campesina armenia criticando el desprecio generalizado que se había difundido hacia ésta, no solo por las clases más educadas, sino también por los propios campesinos, que las consideraban carentes de valor, debido a su carácter cotidiano. Paralelamente a la música popular, que también había estado siendo enseñada en las escuelas, tenía lugar el fenómeno de los juglares, tanto con formación escolar como autodidactas. Para Komitas, el principal problema de los juglares era la gran presencia de influencias extranjeras en sus canciones; principalmente turcas, árabes y persas; además, cuando las canciones eran armenias, los juglares abusaban de embellecimientos y eran “crudas y sin sabor”, siendo canciones alejadas de las canciones folclóricas y sirviendo como puente entre éstas y las litúrgicas. Komitas admiraba la capacidad de los campesinos de aprender a cantar escuchando los sonidos de la naturaleza; para él, uno de los aspectos más interesantes de la música popular era que todo el pueblo participaba en el proceso creativo y no había un autor definido de las canciones, que iban cambiando con el tiempo. Komitas definió el contexto como uno de los aspectos más importantes para definir una canción, identificando canciones de trabajo, de hogar, de campo, etc. que, por tanto, el campesino no podía utilizar fuera de ese momento. La música folclórica armenia se compone de solista y de canto coral y, a pesar de que rechaza la polifonía, a menudo hay casos que revelan vestigios de cantos en dos partes.

"La creación de las canciones para el campesino es tan común como la conversación."
Komitas Vardapet

### Danzas
Para Komitas, la danza era una de las manifestaciones más significantes de la existencia humana, que expresa la esencia de una nación, así como sus costumbres y nivel de civilización. Documentó que el tempo de las danzas armenias no permanecía igual desde el principio hasta el final, sino que empiezan lentamente para ir ganando velocidad gradualmente, hasta llegar a un punto en el que vuelve a descender la velocidad hasta la lentitud. Identificó la forma circular de las danzas armenias como una de sus principales características, que los campesinos enriquecían con nuevas incorporaciones. En estas danzas, había un líder del coro que era buen cantante y bailarín, y podía ser un hombre joven o una mujer joven, estando el coro formado por personas de un solo género o por ambos entremezclados. Komitas constató que el uso de instrumentos musicales en las danzas era propio de zonas urbanas con influencias de otras culturas y que la auténtica forma armenia que se había conservado en pequeños pueblos, era la de danzas con acompañamiento únicamente vocal, cantado. Igualmente, constató que en las zonas rurales únicamente bailaban los chicos y chicas jóvenes que no habían contraído matrimonio, mientras que en las ciudades, habiéndose perdido el simbolismo poético de éstas, bailaba todo tipo de personas, habiéndose convertido en un entretenimiento.

## Trabajos originales

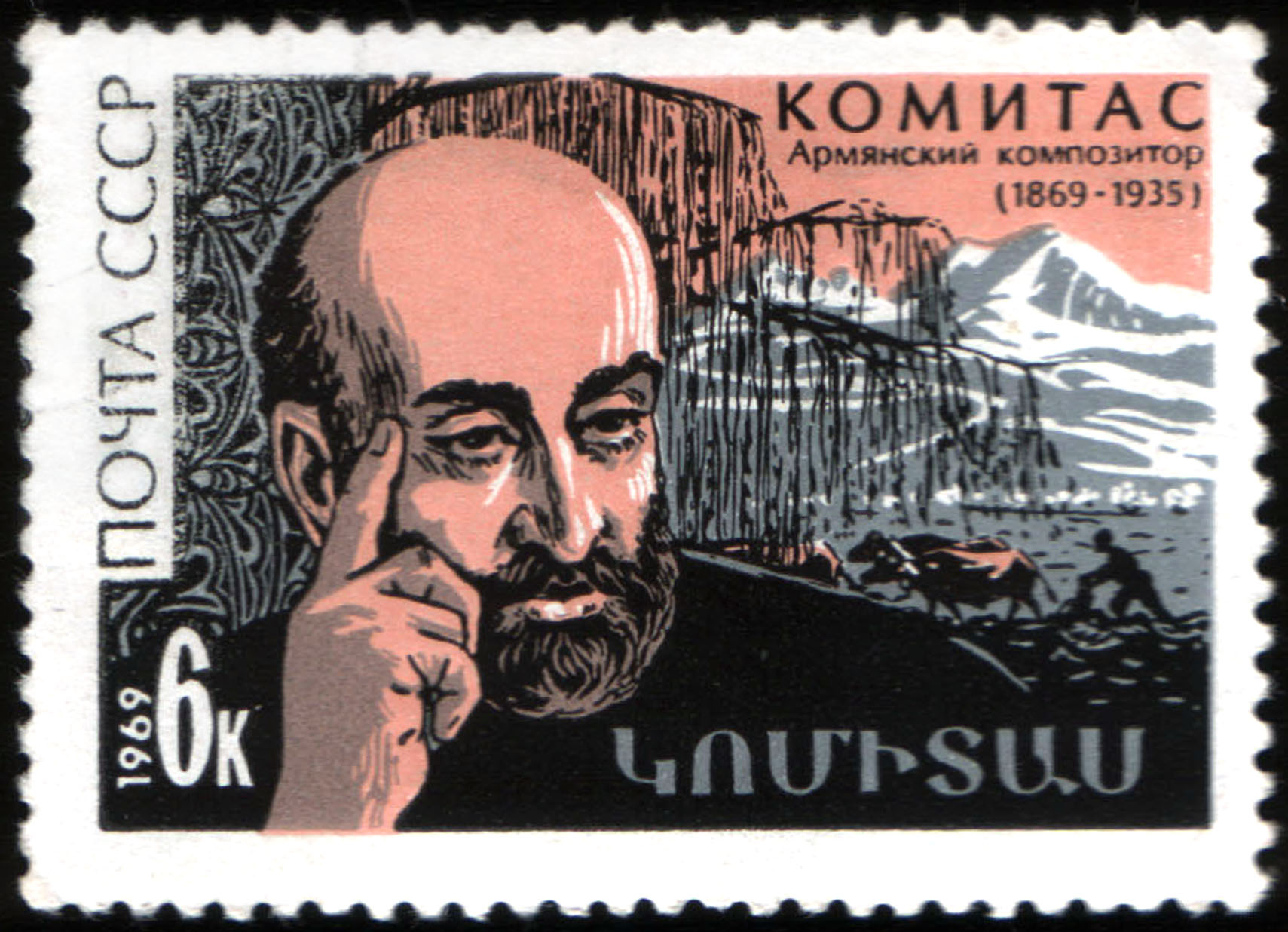
Sello soviético de 1969 dedicado a Komitas Vardapet.

Habiendo contribuido tanto a la cultura armenia con su trabajo sobre el arte folklórico armenio, Komitas dejó sorprendentemente pocos ejemplos de obras originales. Sin embargo, el análisis de éstos pinta un cuadro bastante completo de su ideología creativa y las excentricidades estilísticas de sus pensamientos.
Las primeras obras creativas de Komitas- "Himno Nacional” y el poema "Capilla del pueblo" por Hovhannes Hovhannessian preparado para música datan de sus años de seminarista. Las obras de sus años como estudiante en Berlín tienen un valor incomparablemente superior. Son romances y estribillos sobre textos de poetas alemanes; el salmo "Por los ríos de Babilonia" y la pieza coral "Lengua materna". Sus primeros intentos de armonizar la liturgia datan también de este mismo período.
En sus romances sobre  poesía alemana, se puede sentir la influencia del lenguaje musical de los compositores románticos alemanes. El coro de cuatro partes "Nueva Primavera", sobre un texto de Otto Rognett (Komitas tradujo las letras al armenio), "Preguntas" (texto de Joanna Ambrosios) y "Nocturna" (texto de Goethe) arreglado para música están entre ellos. En los archivos, también hay una traducción rusa de "Nocturna" de Lermontov, escrito a puño y letra por Komitas.
Komitas escribió la canción "Por los ríos de Babilonia" para un coro de cuatro u ocho partes, soprano, tenor, y órgano sobre el  Salmo de David 137, en una versión en alemán. La persecución de los antiguos hebreos y su venganza hacia los babilonios recibieron un tratamiento único y específico en este trabajo. El compositor parecía pasar del pasado legendario de los Evangelios a la vida contemporánea de su pueblo y, por tanto, expresó el pesar nacional de los armenios y su conmovedora lucha por la liberación. El compositor creó "Por los ríos de Babilonia", utilizando los medios expresivos de la música clásica; posee una línea melódica suave en la que utiliza algunos dispositivos polifónicos con modestia pero con decisión. El lenguaje musical de El salmo tiene algún tipo de matiz nacionalista, utilizando incluso motivos armenios, por ejemplo, al principio de las canciones "En los bancos de la Araks Madre" y "Oí una voz dulce".

Deja a mi voz temblorosa / Anidar en el santuario de tu corazón. / ¡Oh, mi ala! / Déjame participar en un suspiro / Y volar...

Komitas Vardapet, Deseo.

El poema "La lengua materna, nativo dialecto" de Stephan Nazarian preparado para música en Alemania es una de las más fuertes expresiones de los sentimientos patrióticos del compositor. Komitas se dio cuenta de la gran importancia de la utilización de propaganda en el idioma nativo como parte de la lucha por la liberación nacional. La canción "la lengua materna, nativo dialecto", escrito para coro en dos partes fue influenciado por canciones líricas populares armenias. Algunos años más tarde, regresó a este tipo de trabajo y preparó el poema de Nerses Mezpurian "Oh Gran Lengua" para música, que se caracteriza por el dominio de su escritura coral. Los “europeismos", que son observables en la canción, no impidieron que se propagara ampliamente, de modo que fue verdaderamente aceptada.
Independientes de las fuentes nacionales son el coro "Primavera", la novela "Yo tenía un descanso en el Jardín" (letras de ambas composiciones por H. Hovhannessian), la marcha de la Unión General Armenia de Beneficencia y otras.
Borradores para óperas se encuentran entre las composiciones originales de Komitas. Por desgracia, el compositor no pudo terminar la lírica "Anoush" (por H. Toumanian), la cómica "El Daño de la Buena Crianza" (por H. Paronian), la histórica "Vardan" (probablemente por el R. Patkanian), y la épica "David de Sasun". Los manuscritos conservados incluyen algunos proyectos de la ópera "Vardan" y una pequeña parte de "David de Sasun". Según algunos investigadores, Komitas completó las primeras escenas, segunda y tercera parte de la ópera "El daño de la buena crianza". Además, hay algunos fragmentos de "Anoush", que dan testimonio de la brillante orientación nacional de la ópera. El compositor utiliza tanto las melodías de los campesinos como algunas propias, que son tan simples y comprensibles como las populares. En la ópera, hay dos fragmentos vocales completos en las que Komitas utilizó algunas canciones de gousans (cantantes populares).
En el patrimonio de Komitas, hay piezas que son tratadas frecuentemente como “perlas” debido a su originalidad y los principios de composición y la invención que se encuentran en ellos. Se trata de la miniatura "Kagavik" ("Perdiz") (letra de H. Toumanian), la extensa canción-improvisación "Antuni" ("Canción de las Personas sin Hogar") y la canción-marcha "Los Bravos de Sypan" (texto de Abeghian Manuk), todas composiciones originales.
"Erg Kagavi" (también conocido como "Kagavik") fue escrita para coro de una parte, piano y cantante solista. Es el resultado de una colaboración entre Komitas y Hovhannes Tumanyan, el notable poeta armenio, cuya labor creativa está también estrechamente relacionada con el folclore. Esa es la razón por la que la melodía, el texto y el acompañamiento están unidos de forma tan orgánica en esta miniatura.

Cada día, toma una linterna. Mantenla brillando como la fuente de luz de tu mente. Una y otra vez, toma el fuego inextinguible, como el hilo de la esperanza de tu corazón.

Komitas Vardapet, Como una fortuna.

Las grades composiciones corales "Lo-Lo" y "Los Bravos de Sypan" revelan un mundo de imágenes, siendo "Lo-lo" un ejemplo notable del estilo heroico en la música coral. Aquí Komitas adquiere más libertad en cuanto a la organización de la textura coral: giros melódicos y tonos agudos en los tenores representan los gritos de guerra de las fuerzas armenias acercándose.
La melodía de "Antuni", en su tamaño, complejidad formal, estructura tonal y otros aspectos, va mucho más allá de las fronteras del tratamiento de Komitas. Las notas de larga duración al final de cada estrofa, pausas y exclamaciones recitativas tensas son dispositivos que proporcionan a la música de Komitas  un inigualable recurso emocional y un drama general.
En su conjunto, Komitas creó una imagen poderosa de mártir errante expulsado de su tierra y condenado a morir en el extranjero.
Komitas estaba tan ocupado tratando canciones de los campesinos que pasó muy poco tiempo en la creación de obras independientes de la fuente primaria. A pesar de ello, a juzgar por la documentación revelada, se puede admitir que creó una serie de composiciones originales duraderas y de gran valor artístico.

## Hipótesis sobre su enfermedad mental
Komitas murió en octubre de 1935 después de 19 años en diferentes clínicas psiquiátricas como paciente mental. Si bien existe una convergencia en cuanto a la causa de su muerte, producida por una infección en el hueso derivada de una herida y las malas condiciones higiénicas de las clínicas (los primeros antibióticos aparecieron después de su muerte), la naturaleza de su alterado estado mental y su ingreso en centros psiquiátricos sigue siendo motivo de algunas controversias. La enfermedad que le fue diagnosticada entonces fue esquizofrenia, sin embargo, ésta le fue diagnosticada cuando Komitas contaba  con 48 años, mientras que es enormemente extraño que esta enfermedad se desarrolle de forma tan tardía. Todos sus contemporáneos e investigadores posteriores coincidían en atribuir su estado al shock que le produjo el ser capturado junto con otros intelectuales armenios por miembros turcos del ejército otomano para ser deportados (experiencia en la que vio los horrores del Genocidio, no solo en miembros de su pueblo, sino entre sus propios amigos y compañeros, algunos de los cuales fueron asesinados como, por ejemplo, su amigo Smbat). Sin embargo, existen divergencias sobre la naturaleza exacta de su trastorno. En 1991, la investigadora Louise Fauve-Hovhannessian, de la Universidad Médica de París, en la Academia francesa de Ciencias, presentó un artículo en el que constataba la imposibilidad de que Komitas padeciera esquizofrenia, atribuyéndole su estado a una profunda depresión derivada de un desorden de estrés postraumático; según la autora, esta enfermedad podría haber sido curada devolviéndolo a su entorno habitual, a su ritmo diario usual, al arte, a la vida creativa y a la gente. Sin embargo, Komitas permaneció encerrado en clínicas en las que apenas podía comunicarse con sus psiquiatras, dado que no hablaba francés y sin acceso a prensa o al mundo exterior.

"Le propuse ir hasta el lago Sevan. "¿Qué voy a hacer allí?", preguntó Vardapet. Él no estaba interesado en visitar Etchmiadzin. "Vamos a dar un paseo," le ofrecí. "Es muy bonito aquí", respondió. Hablando de la vida y la muerte, él dijo que no había muerte en absoluto y, cerrando rápidamente la puerta, me preguntó: "Si esto no es una tumba, entonces ¿qué es?""
Panos Terlemezian, sobre su visita a Komitas en la clínica de Vile Evrare.

## Filmografía
- Komitas (1988), de Don Askarian, cinta protagonizada por Samvel Ovasapian,[7][8][9]